# Славой Жижек
Славой Жижек (на словенски: Slavoj Žižek) е словенски писател, социолог, философ и културолог, който използва масовата култура, за да обясни теорията на Жак Лакан, и теорията на Жак Лакан — за да обясни политиката и масовата култура.
Славой Жижек е изключително плодотворен – публикувал е над 50 книги, преведени на повече от десет езика. Има леви убеждения и освен от Лакан, е повлиян от Маркс, Хегел и Шелинг. Според своите почитатели Жижек по темперамент напомня повече революционер, отколкото теоретик, притежава изключителна енергия и чар като лектор. Повечето от книгите на Жижек са морално-политически, а не чисто теоретични.

## Кратка биография
Славой Жижек се дипломира по специалностите философия и социология през 1971 г. Получава магистърска степен по философия през същата година, а докторска степен — през 1981 г. в катедрата по философия на Философския факултет на Университета в Любляна. Докторска степен по психоанализа получава в Университета Париж-VII: Дени Дидро.
От 1979 до 1998 е научен сътрудник към Института по социология и философия в Любляна, преименуван през 1992 г. в Институт по обществени науки. От 1998 г. работи в катедрата по философия на Философския факултет на Университета в Любляна. Понастоящем е редовен професор по философия и теоретична психоанализа. Същевременно, той е професор в Европейския институт за следдипломна квалификация.
Славой Жижек е гостуващ професор в няколко европейски и американски университета: Катедра по психоанализа, Парижки университет VIII (1982–3 и 1985–6), Център за изучаване на психоанализа и изкуството, Университет на щата Ню Йорк, Бъфало (1991–2), Катедра по сравнителна литература, Университет на Минесота, Минеаполис (1992), Университет Тюлейн, Ню Орлианс (1993), Юридически институт Кардозо, Ню Йорк (1994), Колумбийски университет, Ню Йорк (1995), Принстън (1996), Нов институт за социални изследвания, Ню Йорк (1997), Университет на Мичиган, Ан Арбър (1998), Университет Джорджтаун, Вашингтон (1999).
През последните 20 години Славой Жижек участва в повече от 350 международни симпозиуми по философия и психоанализа в 20 страни.
През 1980-те той е политически активен и през 1990 г. се кандидатира за президент на Република Словения.
През 2003 г. Славой Жижек написва каталог на известната компания за детско-юношеско облекло Abercrombie & Fitch, което предизвиква голям шум в средите на социолозите.
На 19 април 2019 провежда широко популярен дебат в Торонто с канадския психолог Джордан Питърсън.

## Области на научни изследвания
Областите, към които проявява научен интерес Славой Жижек са: немският идеализъм, психоанализата, политическата философия.
Славой Жижек е известен с използването на Жак Лакан в своя нов прочит на масовата култура, а по точно на явления като Алфред Хичкок, Дейвид Линч, Ленин, фундаментализма и толерантността, политическата коректност, субективизма във времето на постмодернизма и т.н.